# Daniel Moreno Fernández
Daniel "Dani" Moreno Fernández (Madrid, 5 de setembre de 1981) és un ciclista espanyol, professional des del 2005 de la mà de l'equip Fuenlabrada Relax. Actualment corre a l'equip Movistar Team.
En el seu palmarès destaquen l'Escalada ciclista a Montjuïc de 2007, tres victòries d'etapa a la Volta a Espanya, una el 2011 i dues el 2013, i la Fletxa Valona del 2013.

## Palmarès
- 2003
  - 1r a la Cursa Ciclista del Llobregat
  - 1r a la Volta a Portugal del Futur
  - 1r a la Volta a Toledo i vencedor d'una etapa
- 2004
  - Vencedor d'una etapa de la Volta a Toledo
- 2006
  - Vencedor d'una etapa de la Volta a l'Alentejo
  - Vencedor d'una etapa de la Clàssica d'Alcobendas
- 2007
  - 1r a l'Escalada ciclista a Montjuïc
  - Vencedor d'una etapa del Tour de San Luis
  - Vencedor d'una etapa de la Volta a Chihuahua
- 2008
  - Vencedor d'una etapa de l'Euskal Bizikleta
- 2009
  - Vencedor d'una etapa de la Volta a Chihuahua
- 2011
  - 1r al Giro del Piemont
  - Vencedor d'una etapa de la Volta a Espanya
  - Vencedor d'una etapa de la Volta a Burgos
- 2012
  - 1r a la Volta a Burgos i vencedor de 2 etapes
  - 1r al Gran Premi Miguel Indurain
  - Vencedor de 2 etapes al Critèrium del Dauphiné
  - Vencedor d'una etapa a la Volta a Andalusia
- 2013
  - 1r a la Fletxa Valona
  - Vencedor de 2 etapes de la Volta a Espanya
- 2015
  - Vencedor d'una etapa a la Volta a Burgos i 1r de la classificació per punts
- 2016
  - Vencedor d'una etapa a la Volta a Astúries

### Resultats a la Volta a Espanya
- 2006. 36è de la classificació general
- 2007. 12è de la classificació general
- 2008. 12è de la classificació general
- 2009. 11è de la classificació general
- 2011. 9è de la classificació general. Vencedor d'una etapa
- 2012. 5è de la classificació general
- 2013. 10è de la classificació general. Vencedor de 2 etapes
- 2014. 11è de la classificació general
- 2015. 9è de la classificació general
- 2016. 8è de la classificació general
- 2017. 18è de la classificació general
- 2018. 38è de la classificació general

### Resultats al Giro d'Itàlia
- 2010. 26è de la classificació general
- 2011. 29è de la classificació general
- 2012. 20è de la classificació general
- 2014. 41è de la classificació general

### Resultats al Tour de França
- 2010. 20è de la classificació general
- 2013. 17è de la classificació general
- 2016. 31è de la classificació general